# 短龙骨黄耆
短龙骨黄耆（学名：Astragalus parvicarinatus）是豆科黄芪属的植物，为中国的特有植物。分布于中国大陆的内蒙古、宁夏等地，生长于海拔1,500米的地区，常生长在沙滩上，目前尚未由人工引种栽培。